# Jochen Hein
Jochen Hein (* 17. Dezember 1960 in Husum) ist ein deutscher Maler. Er lebt und arbeitet in Hamburg.

## Leben
Jochen Hein wuchs in Husum auf, wo er 1980 an der Hermann-Tast-Schule Abitur machte.  Das Studium an der Hochschule für Angewandte Wissenschaften Hamburg schloss er 1987 mit dem Diplom ab. Inspiration für seine Malerei, insbesondere für seine Meereslandschaften sammelt er auf Reisen über die Weltmeere.

## Werk
Das Werk von Jochen Hein gliedert sich in verschiedene Motivgruppen: Seine Landschaften zeigen Ausschnitte von Orten des kollektiven Bildgedächtnisses, wie das Meer, Parks, Gras und den Himmel in verschiedensten Lichtstimmungen. In seinen Darstellungen des Menschen werden ebenso nur einzelne Aspekte gezeigt, wie Kopf und Hände oder Haar seiner aus dem Dunkel hervortretenden Porträts.
In seiner Malweise setzt Jochen Hein experimentelle Techniken ein. Durch das Auf- und Abtragen von flüssigen Tuschen mit verschiedensten Werkzeugen auf unterschiedlich plastische Grundierungen bezieht er dabei, analog zur Evolution, den natürlichen Prozess von Plan und Zufall mit ein. In den auf diese Weise entstehenden, komplexen Werken spielt Hein mit der Illusion, der Täuschung und Enttäuschung, die sich aus der Divergenz der Nah- und Fernwirkung seiner Werke ergibt: Während sie aus der Distanz betrachtet wirklichkeitsnah wirken, lösen sie sich beim Nähertreten in abstrakte Strukturen auf. Viel weniger, als um eine realistische Darstellung der Welt, geht es in seiner Arbeit um Fragen der Wahrnehmung und der Auseinandersetzung mit dem Sinn, den wir den Erscheinungen, der Oberfläche der Welt zuweisen. Hein selbst dazu: „Ich möchte zeigen, dass wir nicht erkennen, was wir sehen. Aber im Kunstwerk wird durch die Gleichzeitigkeit von gegenwärtiger und erinnerter Empfindung unsere Welt erst wahr.“

## Einzelausstellungen
- 2003:  „Die zweite Natur“, Hamburger Kunsthalle[4]
- 2009:  „Von Schöpfung und Vergänglichkeit“, St. Johannis, Hamburg[5]
- 2013:  „Die Natur des Menschen“, Mittelrheinmuseum, Koblenz[6]
- 2013:  „Landschaft · Portrait“, Stadtgalerie, Klagenfurt am Wörthersee, Österreich[7]
- 2014:  „Die Natur des Menschen“, Kunsthalle Jesuitenkirche, Aschaffenburg[8]
- 2016:  „Über die Tiefe“, Museum Kunst der Westküste, Alkersum, Föhr[9]
- 2016:  „Jenseits der Zeit – Jochen Hein und die Sammlung Kunst der Westküste“, Museum Kunst der Westküste, Alkersum, Föhr[10]
- 2017:  „Über die Tiefe“, Städtische Galerie Neunkirchen, Neunkirchen[11]
- 2018:  „Die Zeit ist hin“, Mensch und Landschaft, Husum Nissenhaus, Husum[12]
- 2018:  „Jochen Hein“, Kunstverein Münsterland, Coesfeld[13]
- 2019:  „Nichtschwimmer“, Kunstverein Schwimmhalle Schloß Plön[14]
- 2019:  „Wirklichkeit und Wahrnehmung“, Museum Bensheim, Bensheim[15]

## Gruppenausstellungen (Auswahl)
- 2007: „Junge Freunde“, Hamburger Kunsthalle[16]
- 2008: „Weltempfänger – 10 Jahre Galerie der Gegenwart“, Hamburger Kunsthalle
- 2015: „Open Spaces – Landschaften“, Städtische Galerie Neunkirchen[17]
- 2016:  „Pieces of Water“, Kunstverein Göppingen
- 2018:  „Räume der anderen“, Villa Streccius, Landau
- 2018:  „Im Bann der Nordsee“, Städtische Galerie Bietigheim-Bissingen[18]
- 2018: „Planet Water“, Kunstverein Bad Salzdetfurth
- 2018: „Europa und das Meer“, Deutsches Historisches Museum, Berlin
- 2018:  „Gras“ im Caspar-David-Friedrich-Saal, Hamburger Kunsthalle

## Öffentliche Sammlungen
- Hamburger Kunsthalle
- Museum Kunst der Westküste, Alkersum/Föhr

## Bibliografie
- Die zweite Natur. hrsg. von der Hamburger Kunsthalle, 2003.
- Ateliergespräch – Jochen Hein, Spiegelberger Stiftung 2012.
- Jochen Hein. Die Natur des Menschen. Hatje Cantz Verlag, Ostfildern 2013, ISBN 978-3-7757-3673-2.
- Jochen Hein. Über die Tiefe. Boyens, 2016, ISBN 978-3-8042-1444-6.
- NZZ Edition Kunst Nr. 6, Juni 2019
- Jochen Hein. Reflexion. Mit Texten von Anne Simone Krüger, Nicole Büsing & Heiko Klaas, Holger Liebs. Hatje Cantz Verlag 2020, ISBN 978-3-7757-4678-6.
- Thomas Steensen: Nordfriesland. Menschen von A–Z. Husum Druck- und Verlagsgesellschaft, Husum 2020, ISBN 978-3-96717-027-6, S. 168f.